# 걸파이트 (영화)
《걸파이트》(영어: Girlfight)는 미국에서 제작된 카린 쿠사마 감독의 2000년 스포츠 드라마 영화이다. 미셸 로드리게스 등이 출연하였고, 세라 그린 등이 제작에 참여하였다.

## 줄거리
브루클린 공영 주택에 사는 다이애나는 욱하는 성미가 있어 다른 학생들과 자주 싸움에 휘말린다. 아버지 샌드로는 예술가 지망생인 남동생 타이니를 권투 선수로 키울 욕심으로 체육관에 보낸다.
체육관에 들렀다가 권투에 흥미를 느낀 다이애나는 타이니의 트레이너 헥터에게 낼 훈련비를 마련하기 위해 샌드로에게 용돈을 달라고 한다. 샌드로가 거절하자 다이애나는 샌드로의 돈을 훔친다. 에이드리언이 다이애나의 첫 스파링 상대가 된다. 타이니는 자신의 훈련비를 다이애나가 쓸 수 있도록 권투를 그만둔다. 에이드리언은 스파링 중에 다이애나를 치는 걸 머뭇거린다.
다이애나는 첫 아마추어 경기를 남자인 레이와 치르고, 레이는 규정에 어긋난 셔빙(shoving)으로 실격 처리된다. 경기를 지켜본 샌드로가 다이애나를 깎아내리자 다이애나는 샌드로를 바닥에 때려눕힌 뒤 어머니가 남편 샌드로의 학대로 자살했다는 사실을 지적한다.
아마추어 지역 결승전에서 사이가 서먹해졌던 에이드리언과 맞붙게 된 다이애나는 에이드리언에게 자신이 동등하게 겨룰 수 있는 상대임을 주지시킨다. 두 사람이 대등하게 겨룬 경기가 끝나자 심판들은 만장일치로 다이애나에게 우승을 안긴다. 다이애나는 자신과 진심으로 경기를 치른 에이드리언을 더 존중하게 되었다고 말하고, 두 사람은 화해한다.

## 출연
- 미셸 로드리게스 - 다이애나 구스만 역
- 제이미 티렐리 - 헥터 소토 역
- 폴 칼더론 - 샌드로 구스만 역
- 샌티아고 더글러스 - 에이드리언 스터지스 역
- 레이 샌티아고 - 타이니 구스만 역
- 빅터 시에라 - 레이 코테즈 역
- 엘리사 보카네그라 - 매리솔 역
- 섀넌 워커 윌리엄스 - 버로니카 역
- 루이스 거스 - 돈 역
- 허브 러벨 - 캘 역
- 토머스 바버 - 아이라 역

## 기타 제작진
- 배역: 엘린 롱 마셜, 마리아 E. 넬슨
- 미술: 스티븐 비어트리스
- 의상: 마르코 카토레티, 루카 모스카

## 우리말 녹음
KBS 성우진 (2005년 3월 8일)
- 유동균 - 에이드리언 (샌티아고 더글러스)
- 문선희 - 다이애나 (미셸 로드리게스)
- 이봉준 - 헥터 (제이미 티렐리)
- 장우영 - 매리솔 (엘리사 보카네그라)
- 김준 - 샌드로 (폴 칼더론)
- 김병관 - 캘 (허브 러벨)
- 위훈 - 타이니 (레이 샌티아고)
- 이용순 - 버로니카 (섀넌 워커 윌리엄스)
- 황원 - 돈 (루이스 거스)
- 변영희 - 레이 (빅터 시에라)
- 이완호 - 아이라 (토머스 바버)
- 이재용 - 쿨리지
- 이진화
- 서윤석
- 박정민
- 신소윤